# Dendrotriton chujorum
Espèce
Statut de conservation UICN

 CR B1ab(iii) : 
En danger critique
Dendrotriton chujorum est une espèce d'urodèles de la famille des Plethodontidae.

## Répartition
Cette espèce est endémique du département de Huehuetenango au Guatemala. Elle se rencontre de 2 650 à 2 800 m d'altitude dans le nord de la Sierra de los Cuchumatanes.

## Description
Les 16 spécimens observés lors de la description originale mesurent en moyenne 47,47 mm de longueur totale dont 24,52 mm de longueur standard et 22,95 mm pour la queue.

## Étymologie
Cette espèce est nommée en l'honneur des Chuj.

## Publication originale
- Campbell, Smith, Streicher, Acevedo & Brodie, 2010 : New salamanders (Caudata: Plethodontidae) from Guatemala, with miscellaneous notes on known species. Miscellaneous Publications Museum of Zoology University of Michigan, no 200, p. 1-66.